# 任秉鈞 (知縣)
任秉鈞，清朝地方官。直隸順天（今北京市）人。
舉人出身。曾任湖北襄陽縣知縣。道光十七年（1837年）任湖北蒲圻縣（今屬湖北省赤壁市）知縣。道光十九年（1839年）因前在襄陽縣任內縱容下屬吳思雄仗勢欺人，被發往新疆效力贖罪。